# Euphorbia faucicola
Euphorbia faucicola es una especie fanerógama perteneciente a la familia de las euforbiáceas. Es endémica de Angola.

## Descripción
Planta espinosa candelabriforme, que alcanza un tamaño de 1-1,5 de alto o arbusto suculento que ocasionalmente llega a los 3,7 m, usualmente sin tallo está ramificado desde la base y en ocasiones parece un árbol, con un tronco de 1,8 m de longitud (aunque usualmente mide mucho menos);

## Ecología
El fuego protege el hábitat de acantilados rocosos y laderas empinadas en la garganta de los ríos; aparece con Aloe metallica, Myrothamnus flabellifolius, Strobilanthopsis linifolia, Xerophyta sp., Selaginella dregei, Anemia angolensis y Cheilanthes inaequalis; a una altitud de  ± 1470 metros.
Está muy cercana a la especie Euphorbia seretii.

## Taxonomía
Euphorbia faucicola fue descrita por Leslie Charles Leach y publicado en Garcia de Orta, Série de Botânica 3: 99. 1977.
Etimología
Euphorbia: nombre genérico que deriva del médico griego del rey Juba II de Mauritania (52 a 50 a. C. - 23), Euphorbus, en su honor – o en alusión a su gran vientre –  ya que usaba médicamente Euphorbia resinifera. En 1753 Carlos Linneo asignó el nombre a todo el género.
faucicola: epíteto